# Io (mythologie)
In de Griekse mythologie was Io de dochter van Inachus, een riviergod. Zeus merkte haar op een dag op en ze werd al snel een van zijn vele minnaressen. Hun relatie duurde voort totdat Hera hen bijna ontdekte. Dat werd echter vermeden door Zeus, die Io in een prachtige zilveren koe veranderde. Hera echter was niet gek en vroeg Zeus om haar de koe als geschenk te geven.
Toen Hera Io had gekregen, plaatste ze haar, om haar bij Zeus weg te houden, onder de toeziende ogen van Argus, het honderdogige monster dat zijn ogen om de beurt kon laten slapen: Argus kon zo altijd een oog op Io  houden, zodat ze niet zou wegvluchten. Zeus beval Hermes Argus te doden. Dat lukte hem door alle honderd ogen met zijn fluitspel in slaap te spelen. Hera vulde om Argus te gedenken de staart van de pauwen met zijn ogen.
Hera stuurde een daas (vaak ook horzel genoemd) die Io achtervolgde en voortdurend stak. Nadat Io de voorde tussen de Propontis en de Zwarte Zee over was gestoken, kwam ze Prometheus tegen. De plaats waar ze was overgestoken kreeg toen de naam Bosporus, ossenpassage, dus hetzelfde als Coevorden of Oxford. Prometheus die op de Kaukasus zat vastgeklonken zei haar dat ze weer mens zou worden en een grote held haar zou opvolgen. Dat werd een aantal generaties daarna Herakles. Io zwom onder andere de Ionische Zee over, die later naar haar werd genoemd, en vluchtte naar Egypte, waar ze door Zeus weer in een mens werd veranderd. In Egypte schonk ze het leven aan haar zoon Epaphus (Apis). Later trouwde ze met Telegonus, een Egyptische koning. Volgens Ovidius' Metamorphosen werd Io in Egypte als de godin Isis aanbeden (I, 747).

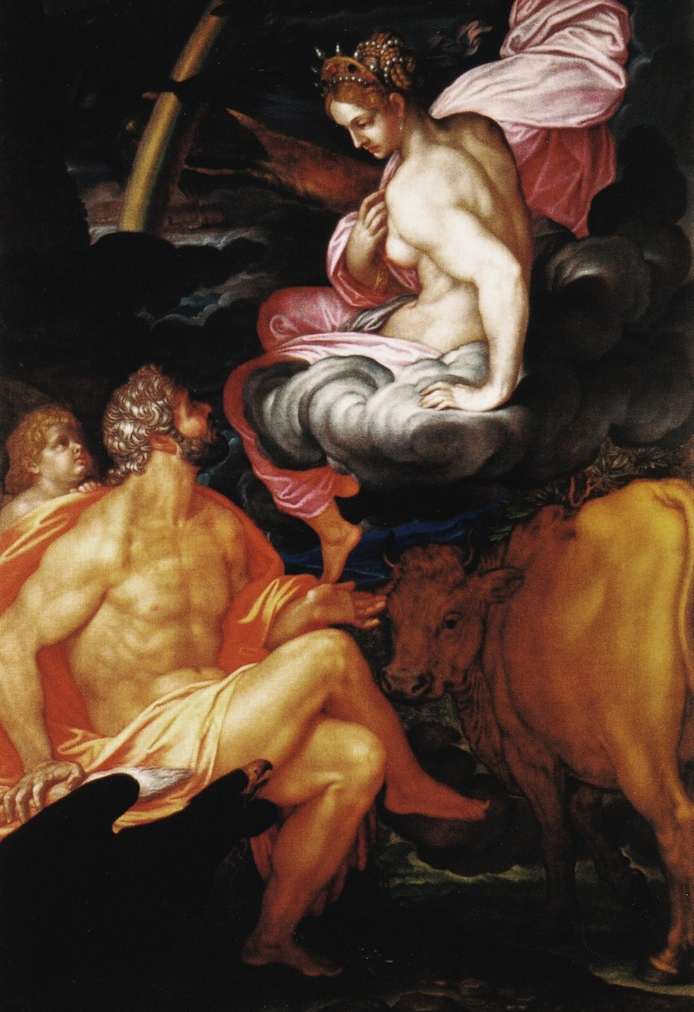
Io en Zeus door Giovanni Ambrogio Figino
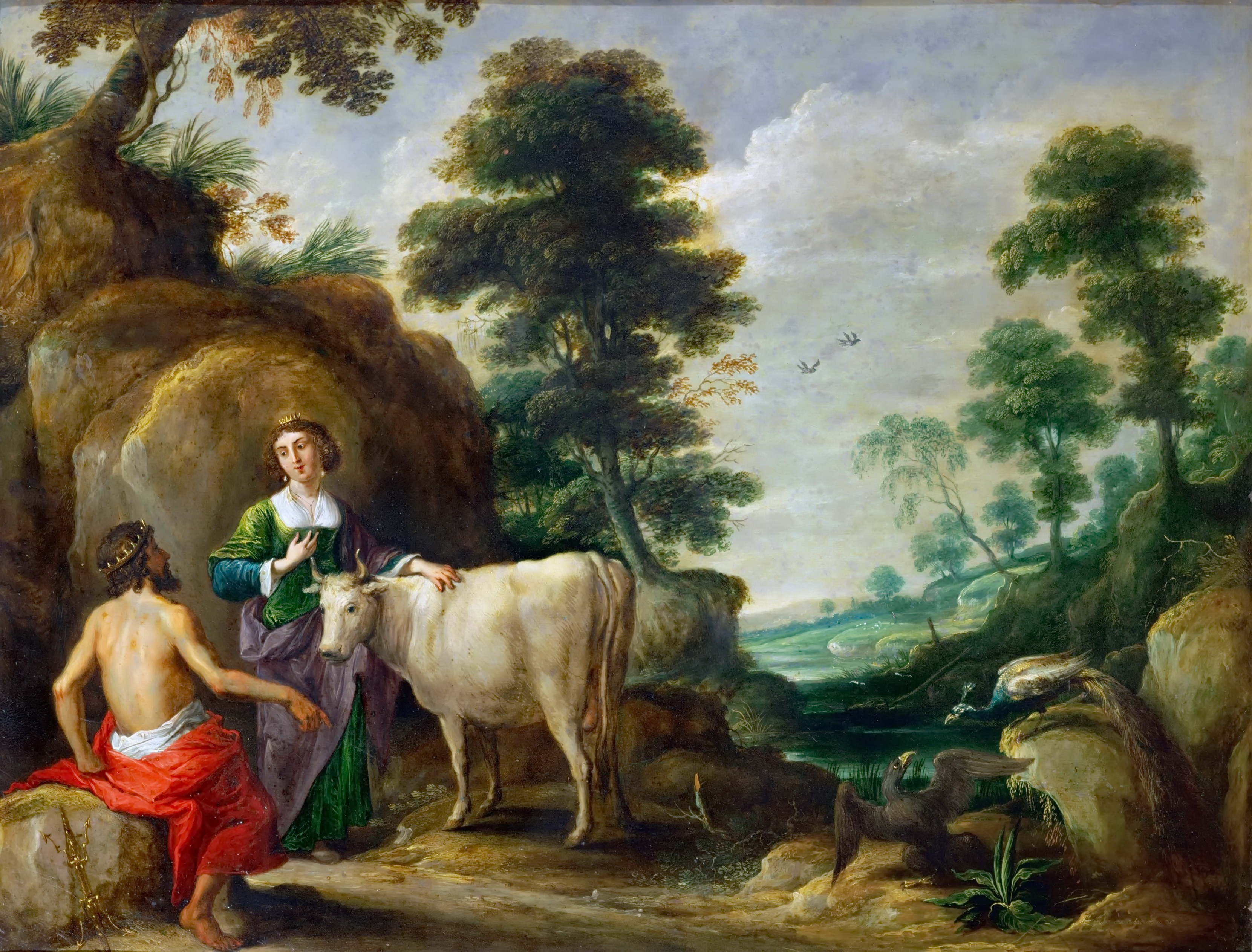
Io, getransformeerd in een koe, wordt overhandigd aan Juno (1638) door Jupiter door David Teniers I Kunsthistorisch Museum in Wenen